# شركة السمرا لتوليد الكهرباء (SEPCO)
شركة السمرا لتوليد الكهرباء المساهمة الخاصة المحدودة تأسست من قبل حكومة المملكة الأردنية الهاشمية وفقا لأحكام قانون الشركات رقم 22 لسنة 1997 تنفيذا لقرار مجلس الوزراء المتخذ في جلسته المنعقدة بتاريخ 26/08/2003 و الموثوق بكتاب رئيس الوزراء الافخم رقم 58/11/02/13075 تاريخ 27/08/2003 القاضي بتأسيس شركة تتولى نشاط التوليد الكهربائي جنبًا إلي جنب مع شركة توليد الكهرباء المركزية وأي شركات أخرى قد تنشأ لاحقًا وتكون مملوكة بالكامل للحكومة وبرأسمال قيمته خمسون مليون دينار أردني.
وتتولى توليد الطاقة الكهربائية بنوعية وتوافرية عالية وبأقل تكلفه ممكنة.
و تتكون المحطة التابعة لهذه الشركة والواقعة على قرابة الـ35 كم شمال شرق العاصمة عمان من عدة مراحل

## المرحلة الأولى
1.وحدتي توليد غازيتين صناعة شركة جنرال اليكتريك الأمريكية نوع 9E ، بقدرة (100م.واط) لكل منهما.
2.وحدة توليد بخارية صناعة شركة فوجي اليابانية بقدرة (100م.واط).
3.مبادلات حرارية HRSG عدد (2) صناعة شركة NOTTER/ERICSEN الأمريكية من أجل عمل المحطة على مبدأ الدورة المركبة.

## المرحلة الثانية
1-وحدتي توليد غازيتين صناعة شركة جنرال اليكتريك الأمريكية نوع 9E، بقدرة (100 ميجاوات) لكل منهما
2-وحدة توليد بخارية صناعة شركة Dongfang الصينية بقدرة (100ميجاوات).
3.مبادلات حرارية HRSG عدد (2) صناعة شركة صينية من أجل عمل المحطة على مبدأ الدورة المركبة.

## المرحلة الثالثة
1- وحدتين غازيتين صناعة شركة ALOSTOM السويسرية، وبقدرة إجمالية (285 ميجا واط) تعمل على مبدأ الدورة البسيطة.
2- وحدة توليد بخارية صناعة شركة ALSTOM السويسرية، وبقدرة (142 ميجاوات).
3-مبادلات حرارية HRSG عدد (2) صناعة شركة ALSTOM السويسرية من أجل عمل المحطة على مبدأ الدورة المركبة.

## المرحلة الرابعة
1- وحدة غازية صناعة شركة ALSTOM السويسرية، وبقدرة (142.5 ميجا واط) تعمل على مبدأ الدورة البسيطة.
2-مشروع تحويل المرحلة الرابعة إلى الدورة المركبة باضافة وحدة بخارية، وهو قيد الإنشاء.
القدرة الكلية للمحطة 1170 ميجاوات.
لتغطي بذلك قرابة الـ 40% من الحمل الاقصى للمملكة الأردنية الهاشمية